# Илия Талев
Илия Василев Талев е български езиковед и писател, живял в САЩ.
Роднина е на Димитър Талев, автор е на книгата „Български Предренесанс: митове и реалност“ (2005), дългогодишен участник е в българската новинарска група soc.culture.bulgaria. Давал е интервюта на Агенцията за българите в чужбина.
Талев завършва специалност „българска филология“ в Софийския университет през 1961 година. Защитава докторат по лингвистика в Калифорнийския университет (1972), където води курсове по историческа граматика на руския език. Работи в Информационната агенция на САЩ от 1974 до 1997 година.